# Židovský hřbitov v Divišově
Židovský hřbitov leží severovýchodně od obce Divišov naproti odbočce na ves Měchnov. Jedná se o starý židovský hřbitov nacházející se na katastrálním území Měchnov obce Divišov, nedaleko dálnice D1. V roce 1958 byl hřbitov vyhlášen kulturní památkou.

## Popis

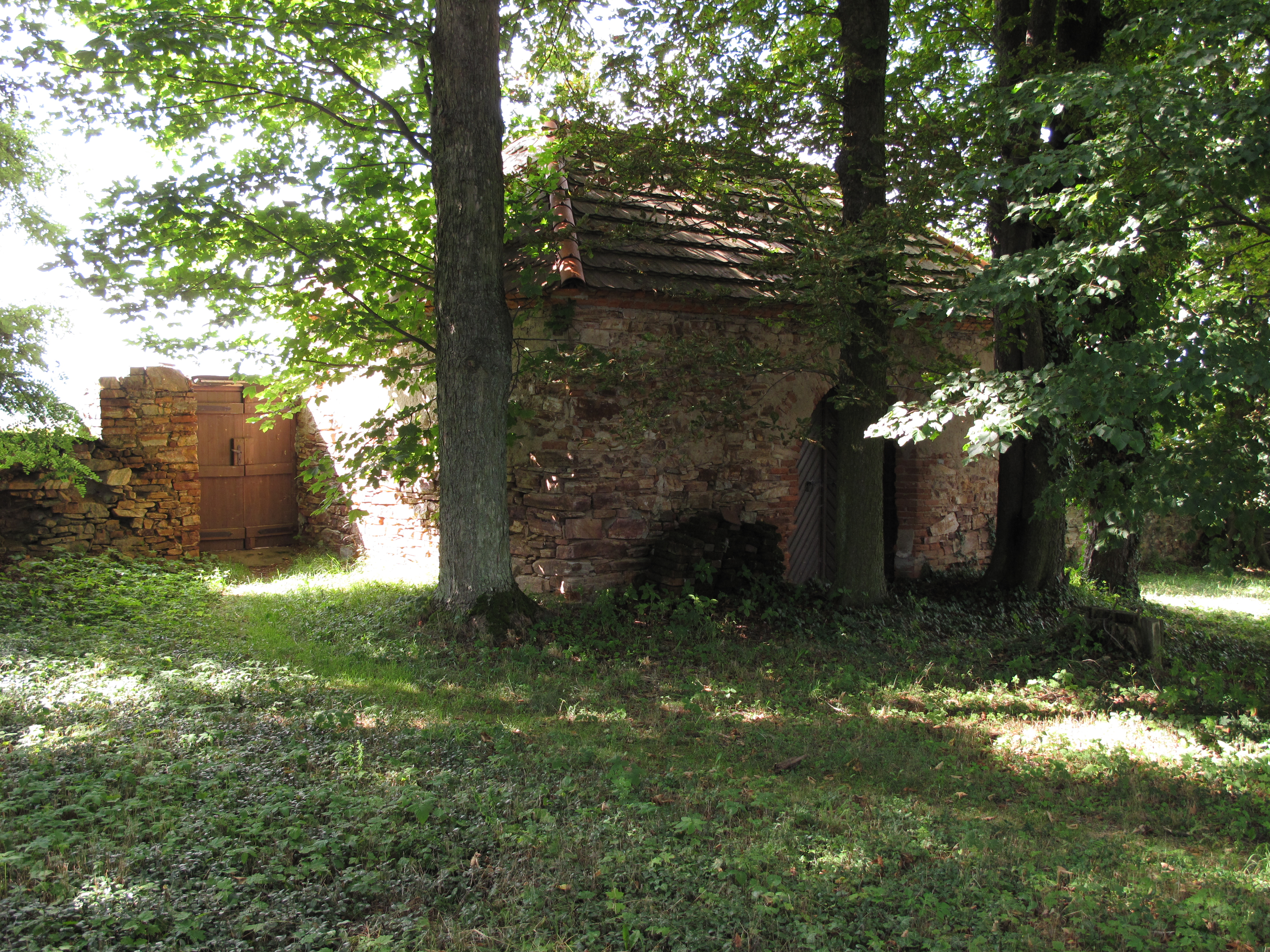
Bývalá obřadní síň

Hřbitov byl založen v roce 1776 nebo 1777 při založení židovské náboženské obce v asi 2 kilometry vzdáleném Divišově, kde jsou od 17. století doloženy židovské rodiny. V roce 1827 došlo k jeho rozšíření, v současnosti se rozkládá se na ploše 2 921 m².
Dochovalo se zde asi 190 náhrobních kamenů barokního a klasicistního typu a jejich fragmentů, z nichž nejstarší čitelný pochází z roku 1795. Poslední obřad tu proběhl v říjnu 1941. Starší barokní náhrobky z pískovce erodují a odlupují se nápisy, mladší z počátku 20. století jsou pak intaktní.
Areál je obehnán místy narušenou kamennou zdí a je volně přístupný. Pouze obvodové zdivo se dochovalo z obřadní síně, která však byla na konci 20. století rekonstruována a dostala novou střechu. V současnosti je hřbitov v rukou židovské obce Praha a je postupně obnovován.
V obci se také nachází synagoga.